# キャプテン・アメリカ
キャプテン・アメリカ（Captain America）またはスティーブ・ロジャース（Steve Rogers）は、アメリカ合衆国のマーベル・コミック刊行の複数のアメコミに登場するスーパーヒーロー。
彼の登場するコミック作品、アニメ、テレビドラマ、映画作品、及びそのシリーズ名にも使われている。

## 概要
本名：スティーブン・グラント・“スティーブ”・ロジャース（Steven Grant "Steve" Rogers）
キャプテン・アメリカはヒーローとしての名称で、個人としての名前はスティーブ・ロジャース (Steve Rogers)。通称では「キャプテン・ロジャース (Captain Rogers)」や、略称で「キャップ (Cap)」とも呼称される。他に通り名としては「自由の番人 (The Sentinel of Liberty)」、「星条旗のアベンジャー (Star-Spangled Avenger)」、「第二次世界大戦の生ける伝説 (The Living Legend of World War II)」、マスク側頭部の装飾から「ウイングヘッド (Winghead)」など。
1922年7月4日生まれのかに座、出生地はニューヨーク市マンハッタン区ローワー・イースト・サイド。父・ジョセフと母・サラはアイルランドからの移民である。
軍の徴兵基準を満たせない程貧弱な体だったが、ナチズムへの義憤と愛国心に駆られ1941年に軍の「超人兵士計画」に志願。人間を超人兵士に生まれ変わらせる特殊な血清を投与された。この血清を創ったアースキン博士がナチスの工作員に暗殺され、血清の正確な精製方法はアースキン博士の頭の中にしかなく、スティーブのみが当時のアメリカの超人兵士「キャプテン・アメリカ」となった。戦後、この血清の副作用でスティーブは死亡しかけた事もある。
そのネーミングとコスチュームの外観から単純な「愛国者」と誤解されがちだが、彼が忠誠を誓うのはあくまで「自由・平等・博愛」の三原則が守られるアメリカと、そのアメリカに生きる人々に対してであり、アメリカ政府であってもその道に反すれば幾度となく対立してきている。その姿勢からはたとえ戦時下に敵対したドイツ軍やイタリア軍であっても必ず敵と割り切っていた訳ではなく、敵軍にも大勢の尊敬できる人々がいたが、敵としてみなければいけなくなってしまった状況自体を悲観していた。つまり作者や読者それぞれの持つ政治観によって人物像が変化・投影されやすいキャラクター造りがされている。

### キャラクター経歴
出版史上では、キャプテン・アメリカは1941年から1949年まで継続的に発行され、戦中は枢軸国と、戦後はアメリカ国内の犯罪者や未来人らと戦った。1953年から1954年に短期間復活した際は、赤狩りの風潮に合わせ、アメリカに潜む共産主義者らと戦った。当時のキャプテン・アメリカは、戦中から戦後まで一貫して同一人物であり、特に死亡したり世代交代したりといった設定はなく、赤狩りをしたキャプテン・アメリカも行方不明になることなく復員したスティーブ本人であった。
1964年の『AVENGERS』誌上での復活に併せての設定変更で、キャプテン・アメリカは1945年以来行方不明であったということになった。戦後の活躍や赤狩りを行った過去は一度抹消されていたものの、1972年の『Captain America』で赤狩り時代のキャプテン・アメリカが別人として再登場し、「赤狩りを行ったキャプテン・アメリカは暴力的な人種差別主義者で、初代のロジャースとは別人」と再設定された。さらに1977年から発行開始された『WHAT IF』で、初代が行方不明になってから1950年代に別人のキャプテン・アメリカが登場するまでが設定しなおされ、同年の『The Invaders』に短期間登場したヒーローの「スピリット・オブ・'76」（ウイリアム・ナスランド）が2代目キャプテン・アメリカとなり、その死亡後は1941年発行の『The Human Torch』に初登場したヒーローの「パトリオット」（ジェフリー・メイス、初代パトリオット）が3代目キャプテン・アメリカとなっていたと再設定された。
- 1941年 ナチスの脅威に対抗するために米国で秘密裏に遂行された超人兵士製造計画「スーパーソルジャー計画」により誕生（『CAPTAIN AMERICA COMICS』#1）[1]。以後、ネイモア・ザ・サブマリナー、初代ヒューマン・トーチらとともに、枢軸国と戦う。
- 1945年 終戦を前に、北大西洋上で爆発する飛行機から投げ出され、氷漬けの状態で漂流を続ける。士気の低下を懸念した政府の依頼で、同志のヒーロースピリット･オブ･76（ウイリアム・ナスランド）が密かに名跡を引き継ぎ終戦を迎える。
- 1946年 この二代目も戦死し、同じく仲間のパトリオット（ジェフ・メイス）が三代目となり1950年まで活躍する（『WHAT IF』#4）。
- 1954年 初代を崇拝する反共主義者の青年ウィリアム・バーンサイドが偶然に超人兵士血清のデータを入手し、独自に服用して四代目となるが不完全な処方の副作用で凶暴化。罪のない市民にすら過剰な暴力に及んだ為政府に拘束され、冷凍睡眠処置が取られる。
- 1964年 初代が約20年ぶりにアベンジャーズにより発見され、復活を遂げる（『AVENGERS』#4）。アベンジャーズのリーダーとなる。
- 1972年 四代目が冷凍睡眠から復活し、黒人運動など社会情勢の変化を全て共産主義の陰謀と決め付けて黒人社会への暴力事件を繰り返し、また中道・リベラル志向である初代を偽者と思い込んで戦いを挑むが返り討ちに遭い再び拘束・冷凍される。
- 1985年(?) アメリカ政府より忠誠を強要される。ユニフォームと名称を返上し、ザ・キャプテンと名乗る。この結果、スーパーパトリオットを名乗っていたジョン・ウォーカーが政府公認のキャプテン・アメリカとされた。上記の件が、陰謀によるものと判明。ザ・キャプテンはアメリカ政府と和解、コスチュームと名称を元に戻す。ザ・キャプテンのコスチュームはウォーカーが引き継ぎ、U.S.エージェントと名乗る。
- 1996年 オンスロートを倒すために戦死（『ONSLAUGHT：MARVEL UNIVERSE』）。同年、『CAPTAIN AMERICA』#1、『THE AVENGERS』#1により、パラレルワールドであるカウンターアースでの生存が確認される。

#### 2000年代
スティーブは世間に正体を明かし、ブルックリン区のレッドフック近隣に住居を構えた。
「Avengers Disassembled」のイベントの後、ロジャースは再びS.H.I.E.L.D.に雇われ、バッキーが生存しており「ウィンター・ソルジャー」の名の下でソ連のスパイとして利用されていることを知った。また、かつての恋人シャロン・カーターと縁りを戻した。
2006年から2007年にかけてのクロスオーバーイベント『シビル・ウォー』ではスーパーヒューマン登録法の反対の立場をとり、反対派グループのリーダーとして活動した。アイアンマンを含む賛成派ヒーローから逃げ回る身となり、政府から発見を避けるため、「ブレット・ヘンドリック」という偽名でショッピングモールの警備員を装った。シビル・ウォーが長引くとスティーブはパニッシャーやキングピンのような平常時は手を組まないような者からの支援も受けた。二派の争いは市民にも大きな被害を出し、それを恥じたキャプテン・アメリカはマスクを脱ぎ、単なるスティーブ・ロジャースとして投降して逮捕された（脱ぎ捨てたマスクはパニッシャーが拾った。）
2007年、「デス・オブ・キャプテン・アメリカ」のイベントで、逮捕されたスティーブは複数の犯罪容疑で起訴されて連邦裁判所に搬送される途中、至近距離から数発の銃撃を腹部に受ける。その後、病院へ搬送されるが、死亡が確認された。暗殺を指示したのはレッドスカルであり、スナイパーの クロスボーンズとドクター・ファウスタスに洗脳されたシャロン･カーターによって実行された。
スーパーヒーローのコミュニティは暗殺事件に動揺を隠せなかった。パニッシャーは一時的にキャプテン・アメリカと同様のコスチュームを身に着けウィンターソルジャーとウルヴァリンは仇打ちを誓った。ウィンター・ソルジャーはキャプテン・アメリカの盾を盗み出し、さらにパニッシャーはマスクを彼に提供した。キャプテン・アメリカの亡骸はアーリントン国立墓地の記念碑の下に安置されたかに思われたが、それは偽物であり、本物はトニー・スターク、ハンク・ピム、ジャネット・ヴァン・ダインがかつてロジャースが発見された北極へと返した。ネイモアもこの小さな葬儀に参加し、彼の安眠を誰にも邪魔させないと誓った。
スタークはスティーブの遺した手紙を受け取り、キャプテン・アメリカの名を絶やさないでほしいという彼の望みを知り、バッキーを新たなキャプテン・アメリカとすることに決めた。バッキーは自らの自主性を保証することを条件に、スタークの要求を呑んだ。バッキーは円形シールドを受け継ぎ、新しいコスチュームを着て、ナイフとピストルで武装した。ロジャースの1周忌の際、北欧神話のスーパーヒーローであるソーは、仲間たちが静寂できるように、彼の能力でアメリカ中の通信を60秒間停止させた。
『Captain America: Reborn』で、キャプテン・アメリカは死亡しておらず、暗殺の際にレッドスカルがシャロン・カーターに使わせた銃は特殊なものであったことが判明した。スティーブは過去を彷徨った末、肉体を失ったレッドスカルが精神を移し変える為蘇生させた。その後ロジャースは身体からレッドスカルを追い出して取り戻し、バーンズらアベンジャーズとともにスカルを倒した。
『Reborn』の後日談『Captain America: Who Will Wield the Shield?』で、スティーブはバッキーに正式にシールドを託し、キャプテン・アメリカを続けるように頼んだ。アメリカ合衆国大統領は『シビル・ウォー』中の行動に対し、ロジャースに全面的な恩赦を与えた。

#### 2010年代
「Dark Reign」および「Siege」に続く大型イベント「Heroic Age」でスティーブ・ロジャースは中心人物となった。合衆国大統領はノーマン・オズボーンを解任し、スティーブを新たな国家の安全保障の責任者に任命した。スーパーヒューマン登録法は廃止となり、スティーブはアベンジャーズを再編成し、自分はシークレットアベンジャーズに参加した。

## 能力
スティーブは超人兵士血清の効果で高い知能と強靭な肉体を持ち、氷漬けになったまま何十年も仮死状態で生き続け、ベンチプレスで補助なしで1100ポンド（500kg）を記録し、1マイル（1.6km）を一分以下で走ったことがある。超人兵士血清は彼の全ての代謝機能を強化し、筋肉中の疲労毒の増加を妨げ、アルコールで酩酊することができず多くの病気に対して免疫を持っている。「Streets of Poison」という話では彼の肉体が規則的に超人兵士血清を生成していると確証している。
スティーブの戦闘経験とトレーニングは彼を熟練の戦術家、および優れた現場指揮官にしており、チームメイト達は戦闘中しばしば彼の命令に従っている。反射神経や感覚器官もずば抜けて鋭い。彼は自身の専用武装である円形の大型シールドを用いた格闘術を得意とする他、複数のマーシャルアーツ（ボクシング、柔術、合気道、柔道）を習得しており、彼自身の体術と組み合わせたバトルスタイルを作り出している。時には強さや大きさ、他の能力で彼をかなり上回る敵に立ち向かい、打ち負かしている。コミックスでは彼は他の熟練した戦士達からマーベルユニバースで最も優れた近接戦闘の達人の一人と見なされている。
ソーの選ばれた者にしか持ち上げられないハンマー「ムジョルニア」を幾度か持ち上げたことがあり、精神の高潔さの証左となっている。
スティーブは膨大な米軍の知識を持っており、しばしば進行中の高度に秘匿されている国防省の作戦に詳しい様子を見せている。世界で最も有名で認められているスーパーヒーローの一人としての側面を持つ一方で、スティーブはスパイ活動コミュニティへ広い関わりを持っており、ほとんどは現在も続くS.H.I.E.L.D.との関係に繋がっている。彼は時に、広告アート、コミックブックアート、教育（高校の歴史）、法執行機関などの日常的な分野の仕事に手を出している。

### 装備
スティーブはこれまでに幾つかの盾（シールド）を使用しており、最も知られたものは、大戦中にルーズベルト大統領より贈られた地球の希少金属「ヴィブラニウム」と鉄の合金で製作された円形のシールドである。このシールドに用いられているヴィブラニウムの合金は偶然の産物で、複製は不可能である。またウルヴァリンの骨格に用いられている「アダマンチウム」は、このヴィブラニウムの合金のリバース・エンジニアリングの過程で作り出された物とされている。
ムジョルニアやアダマンチウムでも破壊できないほどの地球上最高位の硬度を活かして、シールドを手に持つか腕に装着した状態で、シールドの縁部分や表面部分で敵を打ち据える武器として用いたり、形状を活かし円盤投げやフリスビーの要領で投擲武器としても使用される。またスティーブは、精密な狙いを定めつつ渾身の力を籠めてシールドを投擲できるだけに留まらず、周囲の物や敵にぶつけた際の跳弾を利用して、複数の標的を一度に連続して攻撃したり、その上で自身の手元に戻って来させることができるシールドの投擲跳弾技術を持つ。この様子はスタン・リーが初めてコミックの原作を担当した『Captain America Comics』第3号(May 1941)の2ページのテキストストーリー「Captain America Foils the Traitor's Revenge」から既に見ることができる。
一時期以降からは、シールド裏面とスーツ両腕の手甲部分と肘側面部に、トニー・スターク（アイアンマン）が開発した磁力を応用した装置を搭載したことで、自身の手元にシールドを戻って来させられなかった場合でも、自分の意思で容易に自身の下へと戻せるようになった。
X-メンのひとり、ケーブル（未来からのタイムトラベラー）は起こりうる未来のひとつにおいてこの盾は未来でも存在していると明かしている。ケーブルはそれを戦闘におけるシンボルとして振りかざした。
キャプテン・アメリカのスーツおよびマスクは、星条旗をモチーフとしている。スーツは難燃素材でできており、防御力を増す為軽量のジュラルミン製スケイルメイルを下に着込んでいる。マスクはコスチュームから分離していたが、初期の戦闘で脱げかけて正体が露見しかかることがあった。そういった状況の再発を防ぐ為に、スティーブはマスクをユニフォームと繋がったものに変えた。それまで剥き出しだった首を守れるという利点も生まれた。頭部のマークは「A」だが、カウンターアースにおいては当初鷲のマークを使用していた。
アベンジャーズの一員としてスティーブはアヴェンジャースのプライオリティカードを持っており、コミュニケーションデバイスとしての役割を果たしている。

## 関連キャラクター
バッキー
サイドキック（相棒）として活躍した少年。本来は初代であるバーンズ個人のミドルネームを短縮した愛称だったが、「キャプテン・アメリカのサイドキックはバッキー」という認識が定着したため、彼以外のサイドキックもバッキーと呼ばれる例があった。
ジェームズ・ブキャナン・“バッキー”・バーンズ（James Buchanan "Bucky" Barnes）
初代バッキー。スティーブが着替えている最中に偶然テントに入り、その正体を知る。キャプテン・アメリカ自身に訓練を受け、サイドキックとしての活動を開始する。1945年キャプテン・アメリカと同じく北大西洋上で行方不明になるが、冷戦時代のロシア潜水艦により発見された。記憶を失っていた彼は、西側を憎むように教化され、暗殺者ウィンター･ソルジャーとして暗躍した。後に、現実改変能力をもつアイテム、コズミック・キューブによって記憶を回復した。2008年『CAPTAIN AMERICA#34』において、キャプテン・アメリカとして活動を開始した。
リチャード・“リック”・ジョーンズ（Richard Jones）
ハルクの初期エピソードに登場し、ハルクが唯一心を開いた少年。キャプテン・アメリカがハルクと対峙した時、ハルクを静めるため割って入るが、危ういところをキャプテン・アメリカに救われる。これをきっかけにバッキーとして活動を開始する。しかし、レッド･スカルが化けた偽キャプテン・アメリカの所業を本物の行動と誤解し、自分は彼に必要とされていないとしてキャプテン・アメリカの下を去った。
フレッド・デイビス（Fred Davis）
スピリット・オブ'76、およびパトリオットがキャプテン・アメリカだった時期のバッキー。元はニューヨーク・ヤンキースのバットボーイであった。
ジャック・モンロー（Jack Monroe）
1950年代のキャプテン・アメリカとともに行動したバッキー。後にヒーロー、ノーマッド(Nomad)として独立。
ファルコン
本名サミュエル・ウィルソン（Samuel Wilson）。レッドスカルによって圧制が敷かれたアフリカの小国でキャプテン・アメリカによって見出され、マンツーマンで訓練を受けた。飛行能力を持つ特殊スーツを着用した黒人ヒーロー。
シャロン・カーター
現代のキャプテン・アメリカの恋人。「エージェント13」のコードネームでS.H.I.E.L.D.に所属する。シビル・ウォーの際にキャプテン・アメリカの宿敵レッド・スカルによって洗脳され、キャプテン・アメリカを背後から銃撃し、殺害した。
アベンジャーズ
雷神ソーが義弟ロキの手から世界を守る為に招集したのをきっかけとして結成されたヒーローチーム。マーベルユニバースのほとんどのヒーローが一度は参加している。仮死状態で北氷洋を漂流するキャプテン・アメリカを発見したのがまさにアベンジャーズであり、キャップがリーダーやサブリーダーとしてアベンジャーズの指揮を執る事も多い。
ヒューマン・トーチ (Human Torch)
本名：ジム・ハモンド(Jim Hammond)
フィニアス・T・ホートン教授が作った空気に触れると発火する能力を持つ人造人間。第二次世界大戦中、キャプテン・アメリカ、ネイモア・ザ・サブマリナーと共に「インベーダーズ」を結成、枢軸国と戦った。ファンタスティック・フォーのヒューマン・トーチであるジョニー・ストームとは別人。
ネイモア・ザ・サブマリナー(Namor the Sub-Mariner)
本名：ネイモア・マッケンジー(Namor McKenzie)
人間の父親とアトランティス人の母親の間に生まれた海底王国アトランティスの王。最初は地上人に対して敵意を抱いていたが、第二次世界大戦中はキャプテン・アメリカ、初代ヒューマン・トーチと共に「インベーダーズ」を結成、枢軸国と戦った。キャップが北氷洋を漂流していたのは、イヌイットに氷漬けのキャップが崇められていたのを気に食わないとして海に投げ込んだのが原因。
ファンタスティック・フォー
マーベルユニバースで最も信頼されているヒーローチーム。
ウルヴァリン
Xメン所属のミュータント。カナダの超人兵士で不老能力を持つため、かなり古い知り合い。キャップが求めた共闘は固辞しているが、互いに実力を認め合う仲。
その他、マーベルユニバースのヒーロー・ヒロインのほとんどは、彼と親交があり、その高潔さから尊敬と信頼を得ている。

### ヴィラン
レッドスカル（Red Skull）
初代：本名ヨハン･シュミット（Johann Schmidt）
貧困と孤独の少年時代に培われた人間への憎悪をアドルフ・ヒトラーに見出され、ナチズムの体現者たるべく英才教育と赤い髑髏の仮面を授かる。浴びた者をその仮面のごとく赤くミイラ化させるガスを武器に数々の諜報･破壊工作に従事、大戦中に死亡したと思われていたが、免疫のおかげで生き残る。キャップの復活に合わせたかのように彼も復活し、様々な作戦で第三帝国の復活をもくろむ。肉体が衰弱すると、死を偽装しあらかじめ用意しておいたスティーブ･ロジャースのクローン体に脳を移植し、同等の身体･戦闘能力を得て再生する。1985年の名称返上事件の黒幕でもあったが、真相を知ったザ･キャプテンとの戦闘で誤って自らの毒ガスを浴び、一命は取り留めたものの素顔が赤い髑髏状に変質してしまう。現代では白人至上主義者やネオナチを束ね、ヒドラを組織した。
二代目：ジョージ･ジョン･マクソン（George John Maxon）
第二次大戦中のアメリカの航空機メーカーの社長にしてナチスへの内通者。シュミットのレッドスカルの影武者としてアメリカで破壊活動と暗殺を繰り返したが、キャプテン・アメリカとバッキーに正体を暴かれ自決する。
（出版史上では初めて登場したレッドスカルであり、一話限りの予定であったがレギュラー化が決定した為上記の設定に変更された）
三代目：アルベルト･マリク（Albert Malik）
初代が死亡したと思われていた1950年代に、ソ連のエージェントとして復活した初代と見せかけて活動していたアルジェリア出身のスパイ。1950年代のキャプテン・アメリカとお互い代理とは知らないまま戦った。また、S.H.I.E.L.Dのエージェントであったリチャードとメアリーのパーカー夫妻（スパイダーマンの両親）の殺害にも関与したとされる。
バロン・ジーモ（Baron Zemo）
初代：本名ハインリッヒ・ジーモ(Heinrich Zemo)。
第二次世界大戦中、ナチス党員としてキャプテン・アメリカと戦い、キャプテン・アメリカが20年の凍眠に陥る原因を作った人物。強力な接着剤・アドヒーシヴXを顔面に浴びたため、覆面が取れなくなった。キャプテン・アメリカの生存と帰還を知り、ヴィラン集団マスターズ・オブ・イーヴィル(Masters of Evil)を結成、戦いを挑む。
二代目：本名ヘルムート・ジーモ(Baron Helmut Zemo)。初代の息子。
第4期マスターズ・オブ・イーヴィルのリーダー。「オンスロート」事件でアベンジャーズたちが消滅した隙にデビューしたヒーローチーム・サンダーボルツのリーダー、シチズンV (Citizen V) に成りすましていた。その後ヒドラクイーンと手を組み新たなヒドラを結成した。
バロン・フォン・ストラッカー（Baron von Strucker）
本名：ヴォルフガング・フォン・ストラッカー（Wolfgang Von Strucker）
ナチス・ドイツの有能な戦略家。第二次世界大戦後レッド・スカルと手を切り、日本の忍者集団ハンドの手を借りて秘密結社「ヒドラ」(HYDRA)を結成する。万能義手サタンクロウ(Satan Claw)を装備し、触れる物を即死させるデス・スポアー・ウイルスの宿主でもある。宿敵ニック・フューリーと同じく、部下に作らせた特殊な血清によって老化を抑えている。
アーニム・ゾラ（Arnim Zola）
遺伝子生物学の天才。レッド・スカルの部下として生物兵器などを開発し、レッド・スカルをキャプテン・アメリカのクローン体に移植した張本人。自らも胸に画面があり、そこに顔が映っているというサイボーグに改造している。
ヴァイパー（Viper）/マダム・ヒドラ(Madame Hydra)
本名：オフィーリア・シャルキシアン(Ophelia Sarkissian)
東欧の出身で革命に巻き込まれて両親を失う。冷戦時一流スパイ、ダニエル・ワイトホールに育てられ裏社会で名を挙げ、秘密結社ヒドラに入りそこでも名を挙げる。
クロスボーンズ（Crossbones）
本名：ブロック・ラムロー（Brock Rumlow）
タスクマスターの訓練所出身の傭兵であり、レッドスカルの右腕。銃器の扱いに優れる。シビル・ウォーにおけるキャプテン・アメリカ暗殺の実行犯。
征服者カーン（Kang the Conqueror）
本名：ナサニエル・リチャーズ（Nathaniel Richards）
Mr.ファンタスティックの父、ナサニエル・リチャーズがタイムマシンを使って復興した三十世紀の未来から、現代に侵略してきた未来人。
世界を復興した英雄ナサニエルから取って同じ名前を与えられた少年。しかし、虐めを受け喉を切り付けられて傷を負い、長い入院生活を強いられた。そんな中、荒廃後の急速な平和化により、活気が奪われた世界に対して倦怠と嫌悪を覚えていったナサニエルは、先祖（Dr.ドゥームかリチャーズ家のどちらかと示唆されている）が残したタイムマシン技術を発見する。その技術を用いて、スフィンクス型タイムマシンを建造した。
手始めに古代エジプトに飛び、放射能を発する薬草で失明していた眼を治したナサニエルは、「ラマ・タト」と名乗り未来の技術を用いて古代エジプトを征服してしまう。その際、自らの後継者として目を付けた奴隷の子供がミュータント能力を覚醒させ、後のアポカリプスを生み出してしまった。そんな折、ファンタスティック･フォーがナサニエルの目を治した薬草について書かれた石盤を発見し、それを使ってザ・シングの恋人で盲目の彫刻家であるアリシアの目を治す為に、古代エジプトに降り立つ。催眠光線を使ってスーザンを后にし、それ以外のFFメンバーも奴隷にしたが、Dr．ストレンジの協力で眼を覚ましたFFとそれに協力したアベンジャーズらの活躍によって敗北を喫し、ナサニエルは本来の時代へと退却することになる。その途上で同じくファンタスティック・フォーに敗れ宇宙を彷徨っていたDr.ドゥームを発見し救出。その時にDr.ドゥームから影響を受け、仮面と脳波に連動して動く多くの武器を搭載した鎧を身に纏い、征服者カーンを名乗るようになった。
その後、荒廃した四十世紀を征服したカーンは、活気に満ちた二十世紀の支配を画策し、度々現代への侵略を図っている。
カーンは基本的には一人であるが、枝分かれした違う時間軸のカーンが多数存在しており、互いを他者として認識している。あまりにも多くの時代のカーンが存在するため、現代のカーンが他の全てのカーンの抹殺を図ったこともある。
イモータス(Immortus)
時間を超越した世界リンボの支配者。老境に達した未来のカーンで、現代のカーンは彼を嫌悪しており対立関係にある。
現在は、カーンがアベンジャーズの協力を得て、イモータスとのつながりを断ち切る事に成功している。
アイアンラッド（Iron Lad）
若かりし頃のカーンになる前の存在。不良に喉を切りつけられそうになった所を、過去を変える為に表れたカーンによって救われる。その際、カーンから不良を殺すように言われるがこれを拒否し、未来の自分を恐れた。そして、アイアンマンによく似たハイテクスーツを作りアイアンラッドとなった。21世紀の現代に飛んだアイアンラッドは、カーンになる自らの運命を変える為にパトリオット・ハルクリング・アスガーディアンらと共に「ヤングアベンジャーズ」（デイリー・ビューグル社のJJJが、人助けをする彼らを見て勝手に命名）を結成し、カーンに挑んだ。カーンを倒すことに成功したが、その過去を変えようとした自分の存在が、アベンジャーズのメンバーを死なせてしまう運命を作り出してしまうと知り、カーンになる為に自ら未来へ帰っていった。
ラマ・タト（Rama Tut）
古代エジプトに現れた、カーンの最初の姿。ファンタスティックフォーの介入により未来へ敗走後、カーンとなる。
スカーレットセンチュリオン（Scarlet Centurion）
ラマ・タトが未来へ戻る際に、時間の歪みで存在が二重化した片割れ。カーンではなくスカーレットセンチュリオンと名乗り侵略行為を行った。
モードック（M.O.D.O.K.）
本名：ジョージ・タールトン（George Tarleton）
アベンジャーズと敵対する組織「A.I.M.」の首領。下っ端だったが、組織の演算装置に改造され超能力と肥大化した天才的な頭脳を得た。自分より能力が劣ると判断した首領を殺害しA.I.M.の新たな首領となってから“M.O.D.O.K.（殺人の為の精神有機体）”と名乗るようになった。“至高の科学者”を自称し、超人的な知性と精神的な力をエネルギーとするサイオニックパワーを駆使して戦う。

## MCU版
マーベル・シネマティック・ユニバース（MCU）では、主にクリス・エヴァンスが演じる。日本語吹替は中村悠一が担当。
本項は、“アース616”（正史の宇宙）におけるスティーブ/キャプテン・アメリカを主軸として表記する。

### キャラクター像
『キャプテン・アメリカ/ザ・ファースト・アベンジャー』では第二次世界大戦中の兵士として、以降の作品では現代に蘇った伝説の英雄兼“アベンジャーズ”の共同リーダーとして登場する。
1918年7月4日生まれ、ニューヨーク・ブルックリン出身。父親をマスタード・ガスで、看護師だった母親を感染症で亡くしている。
当初は身長160cm・体重43kgと小柄で、喧嘩も強くなく、極めて病弱な身体だったが、入隊した“戦略科学予備軍SSR”が行った“スーパーソルジャー計画”での実験により、身長190cm・体重109kg の大柄かつ、健康的で強靭な肉体へと変貌した。
戦時中は女性との付き合いが上手くない一面も見せたものの、当時から誰もが認めるほど品行方正で、本物の愛国心と如何なる状況でも決して諦めない芯の強さをキャプテンとなる前から秘めており、実験で本質を強化された影響もあってか不屈の精神を持つまでに至る。スケッチブックでイラストを描くことが趣味でもある。
戦時中に秘密結社“ヒドラ”から母国を救ったが、その戦いで敵の爆撃機もろとも氷海に墜落し、70年近くもの間北極海の氷の中で眠っていた。このため、2010年代でも戦時中の肉体と容姿を保っている。
現代に復活後は、ニック・フューリーによって邂逅したトニー・スターク/アイアンマンやソーをはじめとする他の超人ヒーローたちと結成したアベンジャーズの中心格となり、自分が生まれ育った時代と現代の価値観の違いや、ヒーローに対する世情などに何度も苦悩するが、自分の信じるものと地球や全宇宙の平和を守るため、幾多の戦いに身を投じていく。

### 『ホワット・イフ...?』版
声 - ジョシュ・キートン
日本語吹替 - 中村悠一
スキニー・スティーブ・ロジャース / ヒドラ・ストンパー（Skinny Steve Rogers / HYDRA Stomper）
“アース82111”におけるスティーブ。SSRに入隊し、スーパーソルジャー計画の被験者に選ばれていたが、実行寸前に敵の銃撃を受け、一時半身不随になった。超人兵士にならず、小柄で痩せこけたままの身体だが、パワードスーツを操縦する“ヒドラ・ストンパー”となった。基本的な人格は正史のスティーブと同様だが、バッキーを失っていないこともあってか、自分に代わって超人兵士となったペギー・カーター/キャプテン・カーターとの仲の進展がやや早く、彼女を上手く励ます姿を見せた。
スティーブ・ロジャース / キャプテン・アメリカ（アース89521）
“アース89521”におけるスティーブ。正史のスティーブと同様にアベンジャーズの中心格であるが、“量子ウイルス”に感染してゾンビと化してしまう。
スティーブ・ロジャース / キャプテン・アメリカ（アース29929）
“アース29929”におけるスティーブ/キャプテン・アメリカ。正史のスティーブと同様にアベンジャーズの中心格である。
スティーブ・ロジャース大統領
正史や上記のものとは異なる宇宙のスティーブ。アメリカ合衆国大統領である。
スティーブ・ロジャース / キャプテン・アメリカ（アース51825）
“アース51825”におけるスティーブ/キャプテン・アメリカ。キャロル・ダンヴァース/キャプテン・マーベルと共にアベンジャーズを結成している。

### 能力
実験で投与・照射された“超人血清”と“ヴァイタ・レイ”による人体強化のため、何千キロもある重量物を持ち上げ、パンチやキック一発で敵を数メートルも突き飛ばせる超人的な筋力、駆け足だけで走る自動車に追いつく速さとひと跳びで数メートルも跳躍できる脚力、常人の約4倍分速い薬物やアルコールの代謝と治癒力、70年近く北極海の氷の中で眠りながらも絶命しなかった耐久力など最大限に高められた身体能力を有しており、高い機転、優れた戦略的思考 と指揮能力、数秒間だけ目にした地図の内容をかなり正確に暗記できる記憶力まで持ち合わせる。
戦闘ではこれらの身体能力をフルに活かしたアグレッシブな近接戦法と、愛用の“ヴィブラニウム”製の盾を駆使する攻防を主な戦闘手段とし、戦場の仲間たちへ的確な指示も伝達する。現代では、“S.H.I.E.L.D.”加入後に体得した近代的な戦闘スタイルと技術も織り交ぜて戦うようになり、より洗練されたアクションと戦術を披露できるほどその実力に磨きがかかっている。状況によっては銃撃戦も行う。
また強化後は、高速スカイダイビングを特技とし、戦時中から現代まで何度か披露する。語学力については英語のほか、ジョルジュ・バトロックに対してフランス語で話しかけたこともある。

### 装備・ビークル
キャプテン・アメリカの盾
精鋭部隊“ハウリング・コマンドーズ”結成以降から現代まで長く愛用する、星条旗があしらわれたトレードマークの円盾。ハワード・スタークによってヴィブラニウムを全て注ぎ込んで試作され、スティーブに気に入られて使われる事になった。高い硬度を活かして、防具としてだけでなく打撃・投擲武器としても多用される。
ユニフォーム（Captain America's Uniform）
盾と同様に星条旗をモチーフにした、スティーブ専用の戦闘服とヘルメット。ヘルメットは額部分に“A”のアルファベットが、両脇には小さな羽がそれぞれ描かれており、口元以外の頭部を保護するマスクとして用いられ、戦闘服本体とは一体型ではない代わりに顎留めが付属している。
ハワード・スターク製
スティーブの頼みで国債活動で着用していたコスチュームのイメージを取り入れてハワードが盾と共にスティーブの体格に合わせて作り上げた物だが、そのデザインは色長を抑えた軍服そのものとなった。材質はカーボンポリマーの重合体で、銃撃や刃物に対してある程度の耐性を持つ。上半身の難燃性ジャケットには盾を背負うためのユーティリティ・ベルト、右大腿部には拳銃用携行用ホルスター、腰回りには救急キットやトランスポンダがそれぞれ備え付けてある。ヘルメットはフィットしたデザインであるため、殴り合いを繰り広げても脱げない。
S.H.I.E.L.D.製
アベンジャーズ・ユニフォーム
現代に復活したスティーブのために作られた新戦闘服とヘルメット。スティーブ/キャップのファンであるフィル・コールソンの「古き良きヒーローを時代が求める」という持論から、スティーブの国債活動時代の全身タイツコスチュームに最も近くデザインされた。その素材はノメックスとケブラー繊維によって構成され、無線コミュニケータなどの最新装備も搭載されたため、戦時中のユニフォームより高い運用性を備える。また、上半身のユーティリティ・ベルトはオミットされているが、背中に盾を背負うことは可能である。
スティーブは“ミッドタウン高校”の教育実習ビデオに出演した際や、2012年のニューヨークにタイムトラベルした際にもこのユニフォームを着用している。
ステルス・ユニフォーム（Stealth Uniform）
S.H.I.E.L.D.に加入したスティーブに用意された潜入任務仕様の戦闘服とヘルメット。紺色を基調に灰色のラインが配されたデザインで、右肩側面部にはS.H.I.E.L.D.のロゴが、左肩側面部にはアメリカの国旗と“Rogers”のIDが施され、パンツには補強のためのニーパッドが備わっている。スティーブが逃亡犯として指名手配されると脱ぎ捨てられる。
“デシメーション”から22日後に、惑星“0259-S”に隠遁していたサノスを急襲する際にもこのユニフォームを着用する。
トニー・スターク製
トニーによって新開発され、赤・白・青の基本色が戻った戦闘服とヘルメット。
1着目
“ソコヴィア”やソウルでの戦いで着用した戦闘服とヘルメット。ウルトロンのプラズマビームを数発受けても破損しないほど優れた防御力とフィット感を有し、両肩部には、アベンジャーズのロゴが腕章として付いている。また、グローブには投擲した盾を磁気素子で引き寄せる“マグネティック・エレメント”が新たに搭載された。
2着目
ラゴスでの戦いからアベンジャーズの内乱・“ワカンダ”での戦いにまで着用した戦闘服とヘルメット。トニーによって再新調され、以前のユニフォームよりも軽量で防御性が高い物質が埋め込まれたため、より優れた防御力とフィット感を有するものとなったが、マグネティック・エレメントはオミットされている。ポーチには“ウォロスキ 200 衛星コミュニケーター”が、幅広ポケットにはフィールド装備やクインジェットアクセスカードが収められている。
1着目と同様、両肩部にはアベンジャーズのロゴが腕章として付いていたが、ラゴスでの戦いの後に剥がされた。また、トニーとの死闘で胸部が破れるも、スティーブはこのユニフォームで逃亡しながらの活動に明け暮れた。そのためか全体的に色調が黒ずみ、胸部のシンボルと両肩部のアベンジャーズのロゴも欠損しており、袖をめくり上げて着用している。
スケイル・ユニフォーム（Scale Uniform）
タイム泥棒の終盤からサノスの群勢との最終決戦・ムジョルニアと“6つのインフィニティ・ストーン”を返還するためのタイムトラベルにまで着用した戦闘服とヘルメット。基本イメージはそのままに、両肩と胸部には“スケイル”の名称のとおり鱗状のプロテクターがあしらわれ、ズボンにはエンボス加工が施されている。
方位磁針
ハウリング・コマンドーズ結成以降から所持するアイテム。スティーブはこのアイテムの蓋の内側に、愛するペギー・カーターが写った新聞の切り抜きを貼って常に所持しており、21世紀の現代にスティーブが発見された際、彼と共に回収され、それ以降もスティーブは肌身離さずこのアイテムを所持していた。
M1911A1
戦時中にサブウェポンとして愛用したハンドガン。
盗聴器
“レムリア・スター”での任務で使用したツールで、掌大の射出機から発射し、目標に貼り付いて起動する。スティーブはこれを用いて、バトロックらの会話を盗聴する。
ワイヤー射出機
トニー製ユニフォームのポーチに収めて傾向していたツール。シベリアでの死闘においてスティーブは、このツールから発射したワイヤーをトニーの首に巻きつけて彼を一時牽制する。
ハーレーダビッドソン WLA"リベレーター"
スティーブがハウリング・コマンドーズのリーダーとなってから愛用するバイク。武装が豊富に搭載され、左ハンドルのスイッチ操作でフロントカウルの2門の砲口からミサイルを発射し、右ハンドルのスイッチ操作で、シート後部のワイヤー射出機や、火炎放射器、自爆装置をそれぞれ起動させる。また、ヘッドライトの真後ろには盾を挿し込むスロットが、前輪の右脇にはライフルもしくはショットガン用のホルスター が置かれている。
本車両でスティーブは多くの戦場を駆けてきたが、ヒドラの本部基地突入時に、特攻・自爆させた。
ハーレーダビッドソン・ストリート
アレクサンダー・ピアースらに指名手配されて“トリスケリオン”から脱出する際と、ソコヴィアでヒドラとの戦闘で運用されたバイク。ソコヴィアでスティーブは、運転しながら捕まえた敵兵を引き摺り回したり、本車を敵の車両目掛けて遠心力を付けて投げつけるなど、豪快な戦法を披露する。
このほかにもスティーブは、強化直後にハインツ・クルーガーを追った際に盾代わりとして持ったタクシーのドア、ヒドラの兵士や海賊から奪ったナイフ、“ヘリキャリア”での戦いでロキに操られた兵士たちが装備していた“ノベスキー N4・ディプロマット”、“マインド・ストーン”を内包した“セプター”、サノスの群勢との戦いでは“ワカンダの盾”や、ムジョルニア、“ストームブレイカー”も使用し、“インサイト計画”阻止のための戦闘では“レプリカ・ユニフォーム”も着用した。また、私用の車両としてハーレーダヴィッドソン ソフテイル・ブレイクアウトやアウディ・e-tron スポーツバックコンセプトを運転している。
ヒドラ・ストンパー・アーマー（HYDRA Stomper Armor）
ハワード・スタークによって開発され、スキニー・スティーブに運用される大型パワードスーツ。命名者はダム・ダム・デューガン。その外観は、“アイアンモンガー”に近しく、カラーリングはモスグリーンで、左半身前部には乗降用の踏み段数本が、背面には2基のスラスターエンジンと、他者が捕まるためのハンドルがそれぞれ取り付けられており、“☆”（右胸）・“C-15”（左胸）・“☆ USA”（右大腿部）のマーキングが施され、後にスティーブに“HELLO FROM”（右前腕）“BROOKLYN”（左前腕）の英字もペイントされた。
頭部から胸部にかけての開閉ハッチから乗り込む形で運用し、胸部中央に搭載した“テッセラクト”を動力源とする。ヘルメット内にタコメーターが搭載され、砲弾や多数の爆薬でも原型を保ち、両掌で戦車砲を握り潰すほど装甲の強度と握力は高く、スラスターエンジンで長距離ジェット飛行も可能で、両前腕2門の砲口から放つエナジーブラストを武装とする。また、スティーブと共に捕縛されてテッセラクトを取り除かれた際には、ヒドラの本拠である“クラーケン城”の発電機から発した電力を充填して起動した。
スキニー・スティーブは、このアーマーを用いて大戦中の戦地でペギーを支えて共闘し、ヒドラからもキャプテン・カーターと並ぶ脅威として見做された。
アース82111における大戦から70年後の時代において、具体的な経緯は不明だが、S.H.I.E.L.D.のレムリア・スター内の倉庫に置かれており、ジョルジュ・バトロックら海賊が奪取しようとしたことが示唆される。

### 各作品での活躍
『キャプテン・アメリカ/ザ・ファースト・アベンジャー』
演 - クリス・エヴァンス
本作にてMCU初登場。
戦時中の1942年、戦争を終わらせたいという思いから、出身地を偽ってまで行った身体検査に5回も落ちながらも、万国博覧会の徴兵センターでエイブラハム・アースキンの助力によりついにアメリカ陸軍に入隊。SSRの数日間の訓練と、その最中に他の訓練生たちの嘲りに耐え抜き、抜き打ちテストもパスして正式な最初の被験者に選ばれ、超人兵士になった。
アースキンを手にかけたクルーガーを捕まえて大衆から話題になり、軍のマスコットキャラ“キャプテン・アメリカ”となって国債活動に数ヶ月間精を出し、子どもを中心に国民の人気を集めるも、母国のため戦おうとしていた初心を忘れていたことに気づく。親友のバッキー・バーンズを含む“107連隊”が捕虜にされたと知ると救出に向かい、ペギーとハワードの協力で工場へ侵入し107連隊の兵士たちを開放し共闘。初対峙したヒドラの首謀者ヨハン・シュミット/レッドスカルには逃亡されるも、多くの兵士と共に脱出に成功し基地へ帰還。現地の兵士たちからもその功績を讃えられ、晴れてSSRの戦闘要員に迎えられた。
ヒドラとの本格的な戦闘のため、バッキーたち107連隊の出身者から数名をスカウトし、ハウリング・コマンドーズを結成。自らチームのリーダーとなって戦いの矢面に立ち、その最中でバッキーを失いながらも、ヨーロッパ各地に構えられたヒドラの関連施設を次々に落としていった。
そしてヒドラの本部基地を正面から総攻撃することを提案。単身で敵の注意を自分に引きつけ、その間にSSR全兵士を突入させる事に成功した。自身も仲間たちの援護を受けて、シュミットの乗った“ワルキューレ”に飛び乗り、敵兵を全て蹴散らし、シュミットと再戦。彼がテッセラクトのエネルギーに飲み込まれて消滅すると通信でペギーとダンスの約束を交わしてワルキューレを北極海に墜落させたが、自身は消息不明となった。
そして約70年後の現代にS.H.I.E.L.D.に収容されて目覚め、精神的に不安定な状態でその場に異変を感じて外へ飛び出すも、眼前のタイムズスクエアに唖然とし、現れたフューリーから自分が長年眠っていたことを知らされ、ペギーとの約束を果たせなかったことを痛感する。
『アベンジャーズ』
演 - クリス・エヴァンス
本作では、長年のブランクを全く感じさせない指揮能力の冴えと卓越した戦闘能力、抜群のリーダーシップを発揮し、アベンジャーズの指揮官を務めて、ロキや“チタウリ”の大群に挑む。その反面、現代の世情へのカルチャーショックも複数見せ、トニーに対し「自分のためにしか戦わない」と誤った評価をぶつけたことや、“クインジェット”の整備士に「坊や、どくんだ」と強引に振る舞ったこともあった。
生来の実直さから、目覚めた後の世界の変化について苦悩しており、過去を思い出しつつ一人ボクシングジムに通う毎日を送っている。フューリーからテッセラクトのその後を知らされるが、「あれは海に沈めておくべきだった」と返しつつも捜索依頼を引き受ける。
ヘリキャリアでコールソンたちと交流しはじめ、シュトゥットガルトに現れたロキと戦い、トニーとソーの乱闘の仲裁もするが、トニーとは反りが合わず、ことあるごとに言い争ってしまう。フューリーに対しても、当初は従う立場を示していたが、彼がヒドラの武器まで利用して強力な兵器を作ろうとしていたと知ると疑惑の目を向けた。
だが墜落の危機に瀕したヘリキャリアの修理作業と、自身を敬愛してくれたコールソンの殉死を経て、アベンジャーズの先頭に立ってロキに戦いを挑むことを決意し、トニーたちとニューヨークへ向かい、アベンジャーズが全員揃うと、癖の多い彼らを見事に纏め、的確に指揮して決戦に臨み、事前に居合わせていたニューヨーク市警にも、住民の避難誘導を指示し、銀行の地下に閉じ込められた人々をチタウリの数体が襲おうとした際には単身で立ち向かい、人々を逃がすなどさまざまな場面に貢献した。
事後は、ソーの見送りにも参加し、トニーと握手を交わして、バイクに跨り何処かへと去る。
『キャプテン・アメリカ/ウィンター・ソルジャー』
演 - クリス・エヴァンス
本作ではS.H.I.E.L.D.のエージェントとして活動しながら、現代社会の知識を学ぶためにメモ帳を持ち歩く傍らで、前述の悩みから戦う意味を見出せなくなったことを年老いたペギーに吐露しており、特に隠し事の多いフューリーの方針には不信感を抱いている。SSR入隊前後などの大昔を回想して物思いにふける場面も度々見せ、自らを襲ってきたウィンター・ソルジャーの正体が死んだと思われていたバッキーだったことに苦悩を深めることになる。
早朝ランニングの最中に出会ったサム・ウィルソン/ファルコンと交流していると、ナターシャ・ロマノフ/ブラック・ウィドウからの出迎えに応じ、レムリア・スター内に捕らわれたジャスパー・シットウェルたちS.H.I.E.L.D.のメンバーの救出任務に就き、海賊行為を働いたバトロックら傭兵集団をS.T.R.I.K.E.と共に次々と倒すが、ハッキングを行なっていたナターシャに詰問した隙を突かれて、バトロックの逃走を許してしまう。ナターシャにハッキングを指示したフューリーを非難するが、帰宅後に重傷を負った姿で現れた彼からUSBメモリを託され、フューリーを狙撃したウィンター・ソルジャーの逃亡を許す。
フューリーの死亡（偽装）を看取った後にピアースと面会し、USBメモリの件を打ち明けずにその場を後にするが、これを反逆と看做され、S.T.R.I.K.E.の面々や複数のエージェントらの追撃を受けることとなるも、ナターシャとUSBメモリから突き止めた思い出の場所の一つであるキャンプ・リーハイへ向かう。そこでPC画面に映ったアーニム・ゾラからS.H.I.E.L.D.内部のヒドラの存在及び、ヒドラが歴史の影で暗躍していた事を知らされミサイル攻撃を受けたが、間一髪で難を逃れた。
そこからサムの助力を得て、拉致したシットウェルからインサイト計画の実態を知らされ、トリスケリオンに向かうが、街中でウィンター・ソルジャーらの襲撃を受け、S.T.R.I.K.E.にナターシャやサム共々捕縛・連行されてしまった。しかし、マリア・ヒルに救われ、生存していたフューリーからインサイト計画阻止作戦を提案されるが、自身はS.H.I.E.L.D.の壊滅も訴え、作戦の主導権を託される。
サムやマリアと3人でインサイト計画始動前のトリスケリオンの通信室を占拠し、S.H.I.E.L.D.の全職員へ館内放送でスピーチし、多くのヒドラの兵士たちやウィンター・ソルジャーとの激闘の中、乗り込んだヘリキャリア3機のサーバーにフューリーから渡された“ブレード”を挿すことに成功。ヘリキャリア3機が同士討ちをはじめて墜落する中、ウィンター・ソルジャーに呼びかけ続けて力尽き、ポトマック川に水没するが、ウィンター・ソルジャーに引き上げられ入院。
S.H.I.E.L.D.壊滅後、フューリーやナターシャと一時の別れを交わし、失踪したウィンター・ソルジャー/バッキーを追うことを決意する。
『アベンジャーズ/エイジ・オブ・ウルトロン』
演 - クリス・エヴァンス
本作でも、アベンジャーズの面々を纏め上げ、ヒドラやウルトロン軍団を相手にソコヴィアや南アフリカ、韓国まで世界各国で連戦する。戦闘では複数の敵の一掃や人命を救出でソーと連携することが多く、トニーたちの言葉遣いを注意することもあった。平時では、ブルース・バナー/ハルクとナターシャの間柄を察し、“アベンジャーズ・タワー”でのパーティー中に2人の幸せを願って自分なりの助言を送る一方で、南アフリカでの戦闘後にクリント・バートン/ホークアイの自宅農場へ招かれると、トニーと薪割りをしながら、世界平和のために戦うことへの考え方の違いをぶつけ合った。また、ワンダ・マキシモフ/スカーレット・ウィッチから受けた心理攻撃により、「自身が大戦中に失踪しなかったら」という幻想を見せつけられるも、2度も敵対したマキシモフ兄妹と最終的に協力関係を結び、ウルトロン軍団との決戦で共闘した。
ウルトロン打倒後は、アベンジャーズの新本部基地である“アベンジャーズ・コンパウンド”でチームを離れるソーとトニーを見送り、アベンジャーズに新参入したヒーローたちへ声をかける。
『アントマン』では、エンドロール後に『シビル・ウォー/キャプテン・アメリカ』の1シーンを引用する形で登場する。
『シビル・ウォー/キャプテン・アメリカ』
演 - クリス・エヴァンス
本作では、アベンジャーズのリーダーとして戦いの中で犠牲者を出すことに責任を感じつつも、これまでの事件・戦闘から発生した多大な被害から提唱された“ソコヴィア協定”には不信感や危険を覚えて反対の立場を取り、トニーたち協定賛成派との間に大きな軋轢を生んでしまう。ピーター・パーカー/スパイダーマンやスコット・ラング/アントマンからは尊敬の念を示されるなどヒーローとして高い人気を持っていることも描写される。
ラゴスで元S.T.R.I.K.E.のリーダーだった武器商人のブロック・ラムロウ/クロスボーンズを追い詰めるも、彼の自爆でワカンダの国民たちが犠牲になり、それに加えて協定の賛否問題とこれまで心の支えとなっていたペギーが亡くなり、大きな悲しみに暮れる中、親友であり自分の過去との唯一の接点となったバッキーがテロの嫌疑をかけられたため、彼の無実を証明するために奔走し、バッキーを特殊部隊から庇った自身も犯罪者のレッテルを貼られながらもテロの実行犯であるヘルムート・ジモの関与を突き止めるが、一部のアベンジャーズの僚友たちと戦うことを余儀なくされる。
その結果、ライプツィヒ・ハレ空港での大乱戦で自分に加勢したサムたちがラフト刑務所に収監されてしまい、シベリアでジモと対峙したのも束の間、彼によってバッキーがスターク夫妻を殺害する瞬間を収めた映像が再生されてしまい、両親の仇を討つためにバッキーに襲い掛かろうとしたトニーを制止しようとするが、その口調や態度は至って冷静だった事に違和感を覚えたトニーから逆に問い詰められ、真実を知っていた事を認めた。だがそれはトニーを激怒させ、バッキーの処遇を巡って死闘を演じる事態にまで状況を悪化させてしまう。
死闘を制すると、トニーとは別離することを決め、バッキーと共に失踪し、協定に違反したとしてサディアス・ロスにより指名手配犯になる。そして、“ラフト刑務所”に囚われていたサムたちを単身で救出した後、ティ・チャラ/ブラックパンサーの手引きによってバッキーと共にワカンダへと亡命する。
『スパイダーマン:ホームカミング』
演 - クリス・エヴァンス
本作では、ピーターが通うミッドタウン高校の教育実習ビデオの映像内に登場。生徒たちに健全なスクールライフを過ごすためのメッセージを送る。
なお劇中時点ではアベンジャーズの内乱の影響から戦犯扱いになっていることが語られている。また、ハウリング・コマンダーズの一員であったジム・モリタを祖父に持ち、彼と瓜二つの容姿であるミッドタウン高校のモリタ校長とも懇意な関係である事が判明している。
『アベンジャーズ/インフィニティ・ウォー』
演 - クリス・エヴァンス
アベンジャーズの内乱でトニーと決裂し、バッキーをワカンダに託した後の本作では、ナターシャやサムと共に人知れず反テロ活動の最前線で戦う道を歩んでいた。トニーがかつての仲間達の身を案じつつも未だに正面から向き合えずにいるのに対し、自身は内乱後にトニーに誓った約束を守ろうとしており、袂を分かちながらも全幅の信頼を寄せている。本作では伸びた髭とやや乱れた長髪など、過酷な生活に身を置いていたことがうかがえる風貌となっている。
ブルースからの連絡に応じて、エディンバラで“ブラック・オーダー”に襲われていたヴィジョンとワンダをサム、ナターシャと共に救出し、アベンジャーズ・コンパウンドに帰還してジェームズ・“ローディ”・ローズ/ウォーマシンやブルースとも再会。ブラック・オーダーを差し向けたサノスの目的がヴィジョンの額に収まるマインド・ストーンであることを知ると、ストーンを破棄するために犠牲になろうとするヴィジョンに生命の尊さを説き、皆でヴィジョンを守ることを決意する。
国連に指名手配されているため、協力を得られるのはワカンダのみと判断してティ・チャラに連絡をとり、赴いたワカンダでバッキーたちと再会するとサノスの襲来に備え、ワカンダに降り立った“アウトライダーズ”やブラック・オーダーを相手に激闘を展開。一時コーヴァス・グレイヴによって危機に陥ったが、重傷をおして参戦したヴィジョンに救われた。だが、その直後に現れたサノスには敵わず、マインド・ストーンを奪われたことでデシメーションを引き起こされてしまい、眼前で多くの仲間たちが塵と化して消滅した光景に愕然とする。
『キャプテン・マーベル』
演 - クリス・エヴァンス
ポスト・クレジット・シーンに登場。ナターシャたちとともにフューリーが遺したポケベルを調べており、同時に全世界で消滅してしまった人々の総数を目にして「悪夢だ」と呟いた。そしてポケベルが停止したことを知らされると、再起動のために別電源の確保をブルースに頼むが、そこに来訪したキャロル・ダンヴァース/キャプテン・マーベルと出会う。
『アベンジャーズ/エンドゲーム』
演 - クリス・エヴァンス
本作でもアベンジャーズのリーダーとしてヒーローたちの中心に立ち、タイム泥棒作戦やサノスの群勢との最終決戦に挑む。これまで伸ばしたままだった髭と長髪は物語の冒頭で手入れされる。また、タイム泥棒作戦では、その場を切り抜けるために巧みな言葉遣いも披露する。
キャロルにより地球に帰還したトニーとアベンジャーズの内乱以来に再会するが、かつての遺恨やサノス戦の敗北による絶望と苛立ちに加え、22日間の漂流で心体共に不安定になっていたトニーから八つ当たり同然に厳しく叱責されてしまう。その後消滅を免れたヒーローたちと共にガーデンにいたサノスを急襲・討伐するも、奪おうとしたインフィニティ・ストーンは全て失われており、失意に暮れる。
それから5年後、デシメーションで大切な人を喪った民間人とかつてのサムのようにセラピーに参加していたが、アベンジャーズの絆を保とうとするナターシャに対して、過去に囚われず、前を向いて生きるべきだろうと諭した直後、アベンジャーズ・コンパウンドに来訪したスコットの提案で、タイム泥棒作戦を立案する。郊外で生活しているトニーの元を訪れ、一度はすげなく断られるものの、タイムトラベル理論を導き出して翻意したトニーが合流、アベンジャーズの内乱から続くわだかまりを終わらせ、仲直りする。
こうして消滅を免れた他のヒーローたちとタイム泥棒作戦を実行。自身はトニー、ブルース、スコットと共にタイム泥棒にて2012年のニューヨークに訪れ、当時の自分と戦う羽目になりながらもマインド・ストーンを入手するが、トニーとスコットが担当したスペース・ストーンが、ハプニングで当時のロキに奪われてしまう。スペース・ストーンを手に入れ、更にタイムトラベルに必要な“ピム粒子”の追加分を入手するため、トニーとともに1970年のキャンプ・リーハイへタイムトラベルする。そこでピム粒子を入手した後にペギーを目撃するも、姿を現すこと無くその時代を去る。
現代に戻った後は、ナターシャが命を落としたことに心を傷めるが、5年前に消滅した人々や生物をブルースの“スナップ”で復活させた。だがその直後に2014年からタイムトラベルしてきたサノスの群勢との最終決戦に突入。その最中に盾を割られてしまうも、ソーが2013年から持ってきたムジョルニアを駆使し、雷撃まで放ってみせるなど奮闘。復活したヒーローたちも合流すると、その先頭に立ち、皆への鼓舞として「アベンジャーズ、アッセンブル！」と号令を発し、サノスの群勢に立ち向かった。
決戦終結後は、サノスの群勢を消滅させたことと引き換えに犠牲となったトニーの葬儀に皆と共に参列し、ブルース、バッキー、サムに見送られてムジョルニアと6つのストーンを元の時代へ返還する旅に出た。本来は全てのストーンを返還し終わった後に現代へ戻る予定であったが、ウルトロン戦直後の「戦いを終わらせ、普通の人生を送る」というトニーの発言の影響で、若き日のペギーのいる時代へとどまり、彼女と人生を過ごす。そして老年となった現代、かつてストーンを返すために旅立ったアベンジャーズ・コンパウンド跡地の湖畔に現れ、最初に声をかけてくれたサムに普通の人間としての人生が幸せであったこと、そしてキャプテン・アメリカの後継を託し、彼に盾を譲って握手を交わし、ヒーローを引退する。
『スパイダーマン:ファー・フロム・ホーム』では直接の登場は無いものの、冒頭のミッドタウン高校のニュースチャンネルで、アベンジャーズのヒーローたちの追悼映像に映っている。『ファルコン&ウィンター・ソルジャー』では多くの人物から、「スティーブはもういない」といった趣旨の発言があるが、明確な生死については判明していない。月の秘密基地から地球を見守っているという陰謀論についても言及されているが、サムはこれを明確に否定している。
『ホワット・イフ...?』
声 - ジョシュ・キートン
シーズン1
第1話
アース82111におけるスキニー・スティーブが登場。スーパーソルジャー計画の血清投与寸前に半身不随になったことから、戦線に出られないだけでなく、当分の間リハビリに専念する羽目になるも、ヒドラ・ストンパー・アーマーを提供されたことで参戦することが可能となり、107連隊救出に向かったペギーからの航空支援要請で出動。アーマーを乗りこなして活躍し、ペギーやバッキーたちを驚かせた。
以降はペギーたちと共闘。時にはヒドラの航空部隊に生身で挑むペギーをサポートする豪快な連携も披露した。“荒鷲の要塞作戦”の際には、ヨハン・シュミット/レッドスカルが乗って移動中と思われた列車へ突入したが罠に嵌まり、設置されていた爆弾の爆薬に巻き込まれて一時消息不明になった。
しかし自身はアーマーと共に生存してクラーケン城に捕われ、クライマックスで乗り込んできたバッキーたちに救われると、弱った身体を引き摺ってまで乗り込んだアーマーを充電。出現した“ヒドラの英雄”との戦いに赴き、バッキーたちを城の外へ避難させるが、ヒドラの英雄には歯が立たず、アーマーの充電が切れて戦闘不能となってしまった。そこで、ヒドラの英雄をワームホールに押し戻す決意をしたペギーとダンスの約束を交わすも、彼女がヒドラの英雄と共にワームホールの向こう側へ消えていく姿を目の当たりにして愕然とする。
第3話において舞台となったアース51825に直接の登場は無かったものの、物語のラストで氷漬けとなったキャプテンの盾がニック・フューリーによって発見され、彼の存在が示唆される。
第5話
アース89521におけるスティーブ/キャプテンが登場。物語の序盤でゴールデン・ゲート・ブリッジへアベンジャーズを率いて出動し、大量発生したゾンビ群に立ち向かおうとするが、ゾンビと化していたハンク・ピムに噛みつかれてゾンビと化してしまった。
その後、キャンプ・リーハイに向かうヒーローたちが乗車して走行する列車内に現れ、シャロン・カーターに襲いかかって彼女もゾンビ化させ、バッキー・バーンズ/ウィンター・ソルジャーと格闘戦となるが、投擲した盾を逆に投げ返されて胴体を切断される最期を遂げる。
第8話
アース29929におけるスティーブ/キャプテンと、スティーブ（大統領）が登場。
前者は物語前半でアベンジャーズを率いてウルトロンに戦いを挑んだが、敗北した。
後者はウアトゥ/ウォッチャーとウルトロンが激闘を繰り広げながら次々に流れ着いた宇宙の一つで大統領就任演説を行なっており、その様子がタイムズスクエアのビルの外壁の巨大ディスプレイに映し出される。
第9話
アース89521のスティーブ/キャプテン（ゾンビ）の死骸とアース51825のスティーブ/キャプテンが登場。
前者は“ガーディアンズ・オブ・マルチバース”対インフィニティ・ウルトロンの戦地となった未開の惑星へ、ドクター・ストレンジ・スプリームが開いたゲートウェイからサム・ウィルソン/ファルコンやクリント/ホークアイらをはじめとする他のゾンビの死骸の群れと共にインフィニティ・ウルトロンへ向かって落下する。
後者は物語のラストでキャロルやフューリーたちS.H.I.E.L.D.と共に、ロキが率いるアスガルド軍と交戦する。
更にアース82111において、ペギーとナターシャ・ロマノフ/ブラック・ウィドウがレムリア・スターでヒドラ・ストンパーを発見すると、その機内にスキニー・スティーブが搭乗している可能性が示唆される。
『キャプテン・アメリカ：ブレイブ・ニュー・ワールド』
本作でも直接の登場は無いが、ロスとの会話やサムとバッキーとの会話で名前のみ登場。

## 他のメディア

### その他の映画
キャプテン・アメリカ（連続活劇）
キャプテン・アメリカ 卍帝国の野望

### テレビアニメ
- 『マーベル・スーパーヒーローズ（1966年）』 - ウイークデーの日替わりでそれぞれマーベルヒーローの活躍を描いた番組。キャップの放映は月曜日で、以下火曜日-ハルク、水曜日-アイアンマン、木曜日-マイティ・ソー、金曜日-サブマリナーと続く。
  - キャプテン・アメリカ（声：不明（日本テレビ版）→神谷明（東京12ch版））
  - レッドスカル（東京12ch版ではアカホネ）（声：不明（日本テレビ版）→立壁和也（東京12ch版））
- 『スパイダーマン(1981年) 』 - 下記の『アメイジング〜』の前身。ゲスト出演。日本語吹き替え版はなし
- 『スパイダーマン&アメイジング・フレンズ（1981-83年）』 - 「7人のスーパーヒーロー」「キングピンとファウスタス」にゲスト出演。日本語吹き替え版は存在するが、声優は不明。
- 『スパイダーマン（1994-98年）』 - シーズン4、シーズン5にゲスト出演。声はシーズン4ではデヴィッド・ルーカスが、シーズン5ではデヴィッド・ヘイターが担当。日本語版は大川透
- 『X-メン（1992-97年）』 - 第73話にゲスト出演。ローガン（ウルヴァリン）とともに活躍する（第二次世界大戦中のエピソード）。日本語吹き替え版声優は不明。
- 『X-メン:エボリューション（2000-2003年）』 - ゲスト出演。日本語版声優は不明。
- 『The Avengers: United They Stand（1999-2000年）』 - あえてビッグ3（キャップ、アイアンマン、ソー）をレギュラーから外して制作された番組。第6話にゲスト出演。
- 『ディスク・ウォーズ:アベンジャーズ（2014年）』 - ロキと戦う5人の子供達の一人、クリス・テイラー（声：桑畑裕輔）のパートナーとして登場。日本語版は中谷一博。
- なお、『X-メン』『スパイダーマン』はじめマーベル・コミックのアニメ化が相次いだ1990年代にはフォックス放送（Fox Kids）にてサバン・エンターテイメント製作の第二次大戦を舞台とした単独TVシリーズ化も検討されたが、アニメにおけるリアリズムが若干強化されつつあった当時、ナチスの悪行の描写も避けては通れずTVコードとの兼ね合いもあってか実現には至らなかった。

### ゲーム
カプコンの対戦型格闘ゲーム
- マーヴル・スーパーヒーローズ
- マーヴル・スーパーヒーローズ VS. ストリートファイター
- MARVEL VS. CAPCOM CLASH OF SUPER HEROES

上記2作にはU.S.エージェントも登場している。
- MARVEL VS. CAPCOM 2 NEW AGE OF HEROES
- MARVEL VS. CAPCOM 3 Fate of Two Worlds
- マーベル VS. カプコン:インフィニット

データイースト製のゲーム
- キャプテン・アメリカ＆ジ・アベンジャーズ
- アベンジャーズ イン ギャラクティックストーム

エレクトロニック・アーツ製のゲーム
- Marvel Nemesis: Rise of the Imperfects - PS2、XBOX、GC、PSP、で発売された対戦ゲーム。日本未発売。

アクティビジョン製のゲーム
- MARVEL ULTIMATE ALLIANCE - 日本ではインターチャネルから発売。
- MARVEL ULTIMATE ALLIANCE 2 - 日本未発売。

任天堂製のゲーム
- MARVEL ULTIMATE ALLIANCE 3: The Black Order

MCUをベースとした作品
- Captain America: Super Soldier - PlayStation 3、Xbox 360版は1944年のバイエルン州が舞台の3Dアクション。日本未発売。

LEGOシリーズ
- LEGO マーベル スーパー・ヒーローズ ザ・ゲーム
- LEGO マーベル スーパー・ヒーローズ 2 ザ・ゲーム

## 漫画作品

### 原書

#### Marvel Masterworks: Golden Age Captain America
| タイトル | 収録内容                      | 年   | ISBN           |
| -------- | ----------------------------- | ---- | -------------- |
| Volume 1 | Captain America Comics #1-4   | 2005 | 0-7851-1619-2  |
| Volume 2 | Captain America Comics #5-8   | 2008 | 0-7851-2229-X  |
| Volume 3 | Captain America Comics #9-12  | 2009 | 0-7851-2878-6  |
| Volume 4 | Captain America Comics #13-16 | 2010 | 0-7851-3361-5  |
| Volume 5 | Captain America Comics #17-20 | 2011 | 0-7851-4202-9  |
| Volume 6 | Captain America Comics #21-24 | 2012 | 978-0785150244 |

#### Marvel Masterworks: Captain America
| タイトル | 収録内容                                        | 年   | ISBN               |
| -------- | ----------------------------------------------- | ---- | ------------------ |
| Volume 1 | Tales of Suspense #59-81                        | 1990 | HC: 978-0785111764 |
| Volume 2 | Tales of Suspense #82-99, Captain America #100  | 2005 | HC: 978-0785117858 |
| Volume 3 | Captain America #101-113                        | 2006 | HC: 978-0785120636 |
| Volume 4 | Captain America #114-124                        | 2008 | HC: 978-0785129363 |
| Volume 5 | Captain America #125-136                        | 2010 | HC: 978-0785142003 |
| Volume 6 | Captain America #137-148                        | 2012 | HC: 978-0785158752 |
| Volume 7 | Captain America #149-159                        | 2014 | HC: 978-0785187998 |
| Volume 8 | Captain America #160-175                        | 2016 | HC: 978-0785199298 |
| Volume 9 | Captain America #176-192; material from Foom #8 | 2017 | HC: 978-1302903459 |

#### Essential Captain America
| タイトル | 収録内容                                                                                             | 年   | ISBN              |
| -------- | --- | ---- | ----------------- |
| Volume 1 | Tales of Suspense #59-99; Captain America #100-102                                                   | 2000 | 0-7851-3006-3     |
| Volume 2 | Captain America #103-126                                                                             | 2010 | 0-7851-0827-0     |
| Volume 3 | Captain America #127-156                                                                             | 2010 | 0-7851-2166-8     |
| Volume 4 | Captain America #157-186                                                                             | 2010 | 0-7851-2770-4     |
| Volume 5 | Captain America #187-205, Annual #3, Marvel Treasury Special: Captain America's Bicentennial Battles | 2010 | 0-7851-4535-4     |
| Volume 6 | Captain America #206-230, Annual #4; Incredible Hulk #232                                            | 2011 | 978-0-7851-5091-6 |
| Volume 7 | Captain America #231-257                                                                             | 2013 | 978-0-7851-8409-6 |

#### Captain America (Vol. 1 & 2)
| タイトル                                                              | 収録内容 | 年            | ISBN               |
| --------------------------------------------------------------------- | --- | ------------- | ------------------ |
| Captain America Epic Collection (Vol. 1): Captain America Lives Again | Tales of Suspense #58-96, Avengers #4, Strange Tales #114 | 2014年12月    | 978-0785188360     |
| Captain America Epic Collection (Vol. 2): The Coming of...the Falcon  | Tales of Suspense #97-99; Captain America #100-119; material from Not Brand Echh #3, 12                                                                                           | 2016          | SC: 978-1302900076 |
| Captain America Epic Collection (Vol. 3): Bucky Reborn                | Captain America #120-138 | 2017          | SC: 978-1302904197 |
| Captain America and the Falcon: Secret Empire                         | Captain America #169-176 | 2017          | SC: 978-1302904227 |
| Captain America and the Falcon: Nomad                                 | Captain America #177-186 | 2007          | 0-7851-2197-8      |
| Captain America and the Falcon: Madbomb                               | Captain America #193-200 | 2004          | 0-7851-1557-9      |
| Captain America: Bicentennial Battles                                 | Captain America #201-205; Captain America's Bicentennial Battles | 2005          | 0-7851-1726-1      |
| Captain America and the Falcon: The Swine                             | Captain America #206-214, Annual #3-4 | 2006          | 0-7851-2078-5      |
| Captain America: War and Remembrance                                  | Captain America #247-255 | 1991          | 0-7851-2693-7      |
| Captain America Epic Collection (Vol. 9): Dawn's Early Light          | Captain America #247-266 | 2014年3月     | 978-0785188667     |
| Captain America: Deathlok Lives                                       | Captain America #286-288 | 1993          | 0-7851-0019-9      |
| Captain America: Death of the Red Skull                               | Captain America #290-301 | 2012          | 0-7851-5986-X      |
| Captain America Epic Collection (Vol. 12): Society of Serpents        | Captain America #302-317, material from Marvel Fanfare #18 | 2014          | 978-0785188964     |
| Captain America Epic Collection (Vol. 13): Justice is Served          | Captain America #318-332; Captain America Annual #8; Amazing Spider-Man #278; material from Marvel Fanfare #29, 31-32; Scourge subplot pages                                      | 2017          | SC: 978-1302904203 |
| Captain America: Scourge of the Underworld                            | Captain America #318-320, back-up stories from #358-362; USAgent #1-4 | 2011          | 978-0-7851-4962-0  |
| Captain America: The Captain                                          | Captain America #332-350; Iron Man #228 | 2011          | 978-0-7851-4965-1  |
| Captain America Epic Collection: The Bloodstone Hunt                  | Captain America #351-371 | 2018          | SC: 978-1302910020 |
| Captain America: Streets of Poison                                    | Captain America #372-378 | 1994          | 0-7851-0057-1      |
| Captain America Epic Collection (Vol. 16): Streets of Poison          | Captain America #372-386, Captain America Annual #9-10 | 2015年6月30日 | 0-7851-9265-4      |
| Captain America: Man and Wolf                                         | Captain America #402-408 | 2011          | 978-0-7851-4961-3  |
| Captain America: Fighting Chance: Denial                              | Captain America #425-430 | 2009          | 0-7851-3738-6      |
| Captain America: Fighting Chance: Acceptance                          | Captain America #431-437 | 2009          | 0-7851-3739-4      |
| Captain America Epic Collection (Vol. 22): Man Without a Country      | Captain America #444-454; Thor #496; Iron Man #326; Avengers #396; Captain America Ashcan Edition, Captain America: The Legend, material from Captain America Collectors' Preview | 2016          | SC: 978-0785195108 |
| Captain America: Operation Rebirth                                    | Captain America #444-448 | 2011          | 0-7851-3126-4      |
| Captain America: Man Without a Country                                | Captain America #450-453 | 1996          | 0-7851-0594-8      |
| Heroes Reborn: Captain America                                        | Captain America Vol. 2 #1-12 | 2006          | 0-7851-2339-3      |

#### Captain America (Vol. 3 & 4, Marvel Knights, Cap./Falcon)
| タイトル                                                                      | 収録内容 | 年        | ISBN               |
| ----------------------------------------------------------------------------- | --- | --------- | ------------------ |
| Captain America: To Serve and Protect                                         | Captain America vol. 3, #1-7                                                                                       | 2011      | 0-7851-0838-6      |
| Captain America: American Nightmare                                           | Captain America vol. 3, #8-13, Captain America and Citizen V Annual 1998, Captain America and Iron Man Annual 1998 | 2011      | 978-0-7851-5084-8  |
| Captain America: Red Glare                                                    | Captain America vol. 3, #14-19, Captain America Spotlight                                                          | 2011      | 0-7851-5894-4      |
| Captain America: Land of the Free                                             | Captain America vol. 3, #20-24, Annual 1999                                                                        | 2013      | 0-7851-5082-X      |
| Captain America by Dan Jurgens, Vol. 1                                        | Captain America vol. 3, #25-34                                                                                     | 2011      | 0-7851-5517-1      |
| Captain America by Dan Jurgens, Vol. 2                                        | Captain America vol. 3, #35-44, Annual 2000                                                                        | 2011      | 0-7851-5540-6      |
| Captain America By Dan Jurgens, Vol. 3                                        | Captain America vol. 3 #45-50, Annual 2001                                                                         | 2012      | 0-7851-5980-0      |
| Captain America: Marvel Knights, Vol. 1                                       | Captain America Vol. 4: #1-16                                                                                      | 2016      | SC: 978-0785196334 |
| Captain America: Marvel Knights, Vol. 2                                       | Captain America Vol. 4: #17-32; Captain America: Red, White & Blue                                                 | 2017      | SC: 978-1302904210 |
| Captain America, Vol. 1: The New Deal                                         | Captain America vol. 4, #1-6                                                                                       | 2003      | 0-7851-1101-8      |
| Captain America, Vol. 2: The Extremists                                       | Captain America vol. 4, #7-11                                                                                      | 2003      | 0-7851-1102-6      |
| Captain America, Vol. 3: Ice                                                  | Captain America vol. 4, #12-16                                                                                     | 2003      | 0-7851-1103-4      |
| Captain America, Vol. 4: Cap Lives                                            | Captain America vol. 4, #17-20; Tales of Suspense #66                                                              | 2004      | 0-7851-1318-5      |
| Captain America, Vol. 5: Homeland                                             | Captain America vol. 4, #21-28                                                                                     | 2004      | 0-7851-1396-7      |
| Captain America & The Falcon by Christopher Priest: The Complete Collection   | CAPTAIN AMERICA AND THE FALCON (2004) #1-14                                                                        | 2016年3月 | 978-0785195269     |
| Captain America and The Falcon by Christopher Priest: The Complete Collection | Captain America and the Falcon #1-14                                                                               | 2016      | SC: 978-0785195269 |
| Captain America and the Falcon, Vol. 1: Two Americas                          | Captain America and the Falcon #1-4                                                                                | 2004      | 0-7851-1424-6      |
| Avengers Disassembled: Captain America                                        | Captain America vol. 4, #29-32; Captain America and the Falcon #5-7                                                | 2004      | 0-7851-1648-6      |
| Captain America and the Falcon, Vol. 2: Brothers and Keepers                  | Captain America and the Falcon #8-14                                                                               | 2005      | 0-7851-1568-4      |

#### Captain America (Brubaker Era)
| タイトル                                                  | 収録内容 | 年   | ISBN               |
| --------------------------------------------------------- | --- | ---- | ------------------ |
| Captain America: Winter Soldier Ultimate Collection       | Captain America vol. 5, #1-9, 11-14 | 2010 | SC: 978-0785143413 |
| Captain America: Red Menace Ultimate Collection           | Captain America vol. 5, #15-21; Captain America 65th Anniversary Special                                                                                | 2011 | SC: 978-0785156178 |
| The Death of Captain America: The Complete Collection     | Captain America vol. 5 #22-42; Winter Soldier : Winter Kills                                                                                            | 2013 | SC: 978-0785183792 |
| Captain America: Civil War                                | Captain America vol. 5, #22-24; Winter Soldier: Winter Kills; Iron Man #13-14; Iron Man/Captain America: Casualties of War; Civil War: The Confession   | 2016 | SC: 978-0785195634 |
| Captain America: The Man with No Face                     | Captain America Vol. 5 #43-48 | 2009 | 0-7851-3163-9      |
| Captain America: Road to Reborn                           | Captain America Vol. 5 #49-50; Captain America #600-601                                                                                                 | 2010 | 0-7851-4174-X      |
| Captain America: Reborn                                   | Captain America: Reborn #1-6 | 2010 | 0-7851-3998-2      |
| Captain America: Two Americas                             | Captain America #602-605; Who Will Wield the Shield? | 2010 | 0-7851-4510-9      |
| Captain America: No Escape                                | Captain America #606-610 | 2011 | 0-7851-4512-5      |
| Steve Rogers: Super Soldier                               | Steve Rogers: Super-Soldier #1-4 | 2011 | 0-7851-4878-7      |
| Captain America: The Trial of Captain America             | Captain America #611-615 & #615.1; material from Captain America 70th Anniversary Magazine                                                              | 2011 | 0-7851-5119-2      |
| Captain America: Prisoner of War                          | Captain America #616-619 | 2012 | 0785151214         |
| Captain America and Bucky: The Life Story of Bucky Barnes | Captain America and Bucky #620-624 | 2012 | 0-78-515123-0      |
| Captain America and Bucky: Old Wounds                     | Captain America and Bucky #625-628 | 2012 | 0-7851-6083-3      |
| Captain America and the Avengers: The Complete Collection | Captain America and Hawkeye #629-632; Captain America and Iron Man #633-635; Captain America and Black Widow #636-640; Captain America and Namor #635.1 | 2017 | SC: 978-1302908584 |
| Captain America and Hawkeye                               | Captain America and Hawkeye #629-632 | 2012 | 978-0785160861     |
| Captain America and Iron Man                              | Captain America and Iron Man #633-635; Captain America and Namor #635.1                                                                                 | 2012 | 978-0785165781     |
| Captain America and Black Widow                           | Captain America and Black Widow #636-640 | 2013 | 978-0785165286     |
| Captain America by Ed Brubaker, Vol. 1                    | Captain America Vol. 6 #1-5 | 2012 | 978-0785157083     |
| Captain America by Ed Brubaker, Vol. 2                    | Captain America Vol. 6 #6-10 | 2012 | 978-0785157106     |
| Captain America by Ed Brubaker, Vol. 3                    | Captain America Vol. 6 #11-14 | 2012 | 978-0785160755     |
| Captain America by Ed Brubaker, Vol. 4                    | Captain America Vol. 6 #15-19 | 2013 | 978-0785160779     |
| Winter Soldier: The Longest Winter                        | Fear Itself #7.1: Captain America; Winter Soldier #1-5                                                                                                  | 2012 | 978-0785144403     |
| Winter Soldier: Broken Arrow                              | Winter Soldier #6-9 | 2012 | 978-0785144052     |
| Winter Soldier: Black Widow Hunt                          | Winter Soldier #10-14 | 2013 | 978-0785167280     |
| Winter Soldier: The Electric Ghost                        | Winter Soldier #15-19 | 2013 | 978-0785183983     |

#### Marvel Now!: Captain America
| タイトル                                                   | 収録内容                                                                                   | 年        | ISBN           |
| ---------------------------------------------------------- | ------------------------------------------------------------------------------------------ | --------- | -------------- |
| Captain America, Vol. 1: Castaway in Dimension Z, Book One | Captain America Vol. 7 #1-5                                                                | 2013      | 978-0785168263 |
| Captain America, Vol. 2: Castaway in Dimension Z, Book Two | Captain America Vol. 7 #6-10                                                               | 2013      | 978-0785168270 |
| Captain America, Vol. 3: Loose Nuke                        | Captain America Vol. 7 #11-15                                                              | 2014      | 978-0785189510 |
| Captain America, Vol. 4: The Iron Nail                     | Captain America Vol. 7 #16-21                                                              | 2014      | 978-0785189534 |
| Captain America, Vol. 5: The Tomorrow Soldier              | Captain America Vol. 7 #22-25, Marvel 75th Anniversary Celebration (Captain America story) | 2015年1月 | 978-0785189558 |

#### All-New Captain America / Captain America: Sam Wilson / Captain America: Steve Rogers
| タイトル                                                          | 収録内容                                                                                               | 年   | ISBN               |
| ----------------------------------------------------------------- | --- | ---- | ------------------ |
| All-New Captain America: Fear Him                                 | All-New Captain America Fear Him #1-4; Captain America #280; Avengers #64                              | 2015 | SC: 978-0785192589 |
| Amazing Spider-Man/Inhuman/All-New Captain America: Inhuman Error | All-New Captain America Special #1; Amazing Spider-Man Special #1; Inhuman Special #1                  | 2016 | SC: 978-0785195153 |
| All-New Captain America, Vol. 1: Hydra Ascendant                  | All-New Captain America #1-6                                                                           | 2016 | SC: 978-0785192329 |
| Captain America: Sam Wilson, Vol. 1: Not My Captain America       | Captain America: Sam Wilson #1-6                                                                       | 2016 | SC: 978-0785196402 |
| Captain America: Sam Wilson, Vol. 2: Standoff                     | Captain America: Sam Wilson #7-8; Assault on Pleasant Hill Alpha #1; Assault on Pleasant Hill Omega #1 | 2016 | SC: 978-0785196419 |
| Captain America: Steve Rogers, Vol. 1: Hail Hydra                 | Captain America: Steve Rogers #1-6; Free Comic Book Day 2016 (Captain America) #1                      | 2016 | SC: 978-1302901127 |
| Captain America: Sam Wilson, Vol. 3: Civil War II                 | Captain America: Sam Wilson #9-13                                                                      | 2017 | SC: 978-1302903190 |
| Captain America: Steve Rogers, Vol. 2: The Trial of Maria Hill    | Captain America: Steve Rogers #7-11; Civil War II: The Oath #1                                         | 2017 | SC: 978-1302901134 |
| Captain America: Sam Wilson, Vol. 4: #TakeBackTheShield           | Captain America: Sam Wilson #14-18                                                                     | 2017 | SC: 978-1302903299 |
| Captain America: Steve Rogers Vol. 3: Empire Building             | Captain America: Steve Rogers #12-15                                                                   | 2017 | SC: 978-1302906146 |
| Captain America: Sam Wilson, Vol. 5: End of the Line              | Captain America: Sam Wilson #19-22                                                                     | 2017 | SC: 978-1302906146 |
| Captain America: Secret Empire                                    | Captain America: Steve Rogers #17-19; Captain America: Sam Wilson #22-24                               | 2017 | SC: 978-1302908492 |

#### Captain America Omnibus
| タイトル                                                       | 収録内容 | 年         | ISBN               |
| -------------------------------------------------------------- | --- | ---------- | ------------------ |
| Captain America Omnibus, Vol. 1                                | Tales of Suspense #59-99; Captain America #100-113; Not Brand Echh #3 | 2016       | HC: 978-1302901615 |
| Captain America Omnibus, Vol. 2                                | Captain America #114-148 | 2016       | HC: 978-0785199274 |
| Captain America by Jack Kirby                                  | Captain America #193-214; Captain America Annual #3-4; Captain America's Bicentennial Battles | 2011       | 978-0785149606     |
| Captain America by Mark Waid, Ron Garney & Andy Kubert Omnibus | Captain America Vol. 1 #444-454; Captain America Vol. 3 #1-23; Iron Man/Captain America Annual '98 #1; Captain America: Sentinel of Liberty #1-12, Rough Cut; material from 'Captain America: The Legend; Captain America: Red, White & Blue                                                                                         | 2017       | HC: 978-1302908317 |
| Captain America: Sentinel of Liberty                           | Captain America: Sentinel of Liberty #1-12 | 2011       | 978-0-7851-4963-7  |
| Captain America by Ed Brubaker                                 | Captain America vol. 5, #1-25; Captain America 65th Anniversary Special; Winter Soldier: Winter Kills | 2007       | 978-0785128663     |
| The Death of Captain America                                   | Captain America vol. 5, #25-42 | 2009       | 978-0785138068     |
| Captain America Lives                                          | Captain America vol. 5, #43-50; Captain America #600-601; Captain America: Reborn #1-6 | 2011       | 978-0785145141     |
| Captain America: The Trial of Captain America Omnibus          | CAPTAIN AMERICA: WHO WILL WIELD THE SHIELD?; CAPTAIN AMERICA (2005) #602-610; STEVE ROGERS: SUPER-SOLDIER #1-4; CAPTAIN AMERICA (2005) #611-619, #615.1; CAPTAIN AMERICA (2011) #1-10 | 2014年12月 | 978-0785192725     |
| Captain America: Return of the Winter Soldier Omnibus          | Captain America and Bucky #620-628, Fear Itself #7.1: Captain America, Winter Soldier #1-5, Captain America (2011) #11-19, Winter Soldier #6-14 | 2015年5月  | 978-0785192718     |
| The Legacy of Captain America                                  | Captain America Comics #1; What If? #4; Captain America #155, #333; Captain America vol. 5, #34; material from Captain America #178-183 | 2011       | 978-0-7851-5092-3  |
| Captain America Vs. The Red Skull                              | Captain America Comics #1; Tales Of Suspense #79-81; Captain America #143, #226-227, #261-263 and #370; material from Captain America Annual #13 and Captain America: Red, White & Blue #1 | 2011       | 978-0-7851-5096-1  |
| Marvel Platinum: The Definitive Captain America                | Captain America Comics #1; The Avengers #4; Tales of Suspense #80-81; Captain America #143, #253-255; Marvel Fanfare #18; Captain America vol. 5, #25; Captain America #601. Also contains Captain America (history of the character); "The True Origin of Captain America" by Mike Conroy; "My Bulletin Board" (2009) by Joe Simon. | 2011       | 1-8465-3483-6      |

### 日本語版
ヴィレッジブックス
| タイトル                                                  | 収録内容 | 訳者               | 発行日         | ISBN           |
| --------------------------------------------------------- | -------- | ------------------ | -------------- | -------------- |
| キャプテン・アメリカ:ニューディール                       |          | 石川裕人           | 2011年9月28日  | 978-4863323445 |
| デス・オブ・キャプテン・アメリカ:デス・オブ・ドリーム     |          | 秋友克也           | 2011年10月29日 | 978-4863323483 |
| デス・オブ・キャプテン・アメリカ:バーデン・オブ・ドリーム |          | 石川裕人、近藤恭佳 | 2011年11月30日 | 978-4863323513 |

小学館プロダクション
| タイトル                                  | 収録内容 | 訳者   | 発行日        | ISBN           |
| ----------------------------------------- | -------- | ------ | ------------- | -------------- |
| キャプテン・アメリカ:ウィンターソルジャー |          | 堺三保 | 2011年9月29日 | 978-4796871006 |

『マーヴルクロス』第3巻
『CAPTAIN AMERICA COMICS』#255（1981年3月）を収録。
同年は、キャプテン・アメリカのデビュー40周年に当たる。それを記念して、第1話のリメイク版が掲載された。
『マーヴルクロス』第1巻〜第6巻
クロスオーバー作品『インフィニティ・ガントレット』を収録。

『オンスロート』全4巻
X-MEN発のクロスオーバー。ファンタスティック・フォー、アベンジャーズなどのチームが壊滅する。
『ヒーローズリボーン』全8巻
「HEROES Reborn」シリーズより、『FANTASTIC FOUR』『IRON MAN』『THE AVENGERS』『CAPTAIN AMERICA』の#1より#7までと、#12（最終号）が収録されている。
ただし、ボーナストラックとして、#13が存在する。これは、同シリーズを担当したジム・リーのオリジナルキャラクター（イメージ・コミックの）とのクロスオーバーが描かれている。
光文社
『キャプテン・アメリカ』全4巻
小野耕世の監修による初の邦訳版。ヴィレッジブックス及び小学館プロダクション版は、アメコミ本来のB5サイズで発売されたが、本シリーズでは、一般的な日本の漫画と同じ単行本サイズで発行され、各巻最初の10ページ程度はカラー、残りは白黒で印刷されていた。

## 備考
- デビュー作『CAPTAIN AMERICA COMICS』#1の表紙ではヒトラーを殴っているが、当時はまだ、アメリカは宣戦布告をしていない。
- 『アマルガム・コミックス』では、DCコミックスのスーパーマンと融合し、スーパーソルジャーとなった。
- 本作のリメイクとして『キャプテン・ジャパン』を企画していたが、諸事情により『バトルフィーバーJ』に変更された[35]。
- 2007年の『CAPTAIN AMERICA』#25での死亡は、CNN[36] やニューヨーク・タイムズ[37] などのメディアでも報道された。
  - 因みに、洗脳されキャプテン・アメリカ射殺の実行犯に仕立てられたシャロン・カーターは、スティーブ・ロジャース（＝キャプテン・アメリカ）の恋人だった事もあり、この事件の卑劣さを際立たせている。
- 「X-メン」には冷戦の時代、ソヴィエトがキャプテン・アメリカに対抗して開発した超人兵士「オメガレッド」が登場する。キャプテン・アメリカと直接対決した事は無いが、彼と共に活躍したウルヴァリンの宿敵のひとりとなっている。
- レッドスカルの赤色ミイラ化毒ガスの成分はジョーカーの笑気毒ガスと極めて似通っており、互いに免疫を持っている為浴びせ合ってもせいぜい微弱な催涙効果しか生じない[38]。
- 2020年には人気ゲームのフォートナイトとのコラボが発表された。